# Killingly
Killingly – miasto w Stanach Zjednoczonych, w stanie Connecticut, w hrabstwie Windham.